# تدی بارتون
تدی بارتون (انگلیسی: Teddy Barton؛ 1 January 1904 – ۱۳ نوامبر ۱۹۴۱ (۳۷ سال)) بازیکن فوتبال اهل بریتانیا بود.
از باشگاه‌هایی که در آن بازی کرده‌است می‌توان به باشگاه فوتبال اورتون و باشگاه فوتبال ترانمره راورز اشاره کرد.